# Pila a combustibile elettro-galvanica

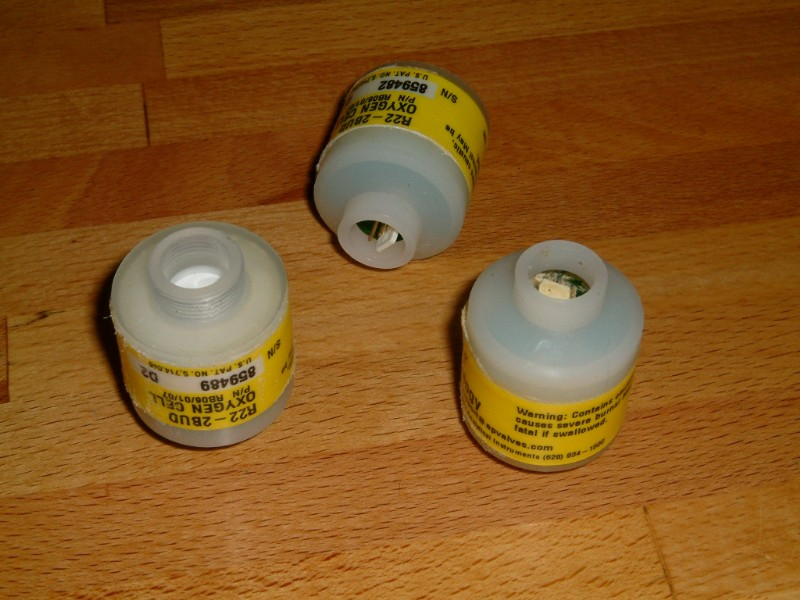
3 pile a combustione elettro-galvanica di un Rebreather

La pila a combustibile elettro-galvanica è un dispositivo elettrico utilizzato per misurare la concentrazione di ossigeno nei dispositivi subacquei e medici.
La pila è in grado di generare una corrente proporzionale alla concentrazione di ossigeno presente sfruttando la reazione chimica che avviene quando l'idrossido di potassio entra in contatto con l'ossigeno. La corrente attraversa una resistenza di carico tra l'anodo di piombo e il catodo in materiale dorato. Lavorando sulla grandezza elettrica è possibile, come per ogni sensore, costruire sistemi di controllo e monitoraggio.
Vengono utilizzate come sensori per misurare e successivamente visualizzare, tramite un sistema di visualizzazione, la percentuale di ossigeno presente nelle miscele respiratorie come nitrox o trimix prima che esse vengano utilizzate per un'immersione o per monitorarla durante il suo normale utilizzo nelle immersioni.
Allo stesso modo sono impiegate nelle camere di decompressione.

## Limiti delle pile
Le pile a combustione elettro-galvanica hanno una durata limitata che si riduce con l'esposizione all'alta concentrazione di ossigeno, la reazione chimica infatti consuma il piombo che, a lungo andare, riduce la capacità della pila di misurare alte concentrazioni di ossigeno. Tipicamente la durata media di una cella utilizzata per le immersioni varia da tre anni, se viene tenuta sigillata in un sacchetto, fino a soli quattro mesi se viene invece tenuta in un ambiente in cui è presente ossigeno puro. È evidente che più una pila viene utilizzata e minore sarà la durata massima.
La reazione chimica precedentemente descritta permette di avere una tensione di uscita che dipende dai materiali utilizzati nella realizzazione, il valore dovrebbe teoricamente rimanere costante dal primo utilizzo fino a che la cella diviene non più utilizzabile, nella realtà però la grandezza di uscita dipende anche da fattori esterni che incidono sulla reazione chimica. Di conseguenza a parità di concentrazione di ossigeno la misurazione può essere differente se effettuata in tempi diversi.
L'ossigeno è uno dei combustibili della cella, più alta è la concentrazione di ossigeno e più sarà la corrente che viene generata dalla reazione chimica. La corrente varia quindi in base all'ossigeno presente, è possibile richiamare più corrente dalla pila, perdendo però tensione, utilizzando un circuito apposito.

## Problemi ed errori
Eventuali anomalie delle celle possono essere molto pericolose per gli utenti nelle applicazioni subacquee o mediche, i problemi più comuni sono:
- Aumento dell'errore di misura causato dalla perdita di sostanze elettroliti
- Limitazione della corrente di uscita dovuto alla vecchiaia delle pile
- Errori di non linearità

La presenza di questi tipi di errori e problemi è generalmente attribuibile alla contaminazione durante il processo di realizzazione della pila, a danni fisici o a difetti di fabbrica. Gli ultimi due in particolare sono quelli in grado di provocare gli errori più pericolosi. Una misura errata in un sistema di misurazione di un respiratore può portare il sistema di controllo a rilevare una concentrazione maggiore di quella effettiva portando il subacqueo ad una possibile Ipossia. Per questa ragione nei moderni respiratori è stato inserito un secondo sistema di controllo che limita gli errori di misurazione.
La misurazione della pressione parziale non è perfettamente lineare e la sua compensazione non è semplice, questo errore può anche scaturire patologie da decompressione.
Per risolvere i vari problemi ogni respiratore deve sottoporsi ad una fase di test, esso permette di tarare il sistema nel modo migliore e più preciso in modo da limitare il più possibile gli errori di misura. Molti subacquei testano i respiratori direttamente in acqua simulando differenti pressioni di ossigeno, il test anche se non è preciso è in grado di valutare la presenza di grossi problemi al respiratore.
L'unico modo per verificare il perfetto funzionamento di una pila in modo preciso è utilizzare una camera tarata che tramite alcuni sistemi elettronici è in grado di verificare la funzionalità del respiratore e stamparne la caratteristica di funzionamento.